# Контрада Пишиколо (Салерно)
Контрада Пишиколо је насеље у Италији у округу Салерно, региону Кампанија.
Према процени из 2011. у насељу је живело 44 становника. Насеље се налази на надморској висини од 79 м.